# Cnemaspis biocellata
Espèce
Cnemaspis biocellata est une espèce de geckos de la famille des Gekkonidae.

## Répartition
Cette espèce est endémique du Perlis en Malaisie.

## Description
Cnemaspis biocellata mesure, queue non comprise, jusqu'à 40,1 mm.

## Publication originale
- Grismer, Chan, Nasir & Sumontha, 2008 : A new species of karst dwelling gecko (genus Cnemaspis Strauch 1887) from the border region of Thailand and Peninsular Malaysia. Zootaxa, n. 1875, p. 51–68.